# Ołeksij Olijnyk
Ołeksij Stepanowycz Olijnyk, ukr. Олексій Степанович Олійник (ur. 14 listopada 1977) – ukraiński piłkarz grający na pozycji pomocnika, a wcześniej napastnika i obrońcy.

## Kariera piłkarska

### Kariera klubowa
W 1996 rozpoczął karierę piłkarską w klubie Metałurh Zaporoże. Na początku 1998 przeszedł do CSKA Kijów. Latem 2001 powrócił do Zaporoża, gdzie do zimy bronił barw amatorskiego zespołu ZAlK Zaporoże. Na początku 2002 wyjechał do Rosji, gdzie występował w drugoligowej drużynie SKA-Eniergija Chabarowsk. Na początku 2004 powrócił do Ukrainy, gdzie został piłkarzem Zorii Ługańsk. Po pół roku zmienił klub na FK Charków, a potem na Stal Alczewsk. Latem 2005 podpisał kontrakt z Metalistem Charków, w którym występował do lata 2007. Następnie grał w klubach Stal Dnieprodzierżyńsk, IhroSerwis Symferopol i Słowchlib Słowiańsk. W końcu 2009 zakończył karierę piłkarską.

### Kariera reprezentacyjna
W 1998 występował w młodzieżowej reprezentacji Ukrainy.

## Sukcesy i odznaczenia

### Sukcesy klubowe
- brązowy medalista Mistrzostw Ukrainy: 2007